# Innokenti Annenski
Innokenti Fiodorovitch Annenski (en russe : Инноке́нтий Фёдорович А́нненский), né le 20 août 1856 (1er septembre dans le calendrier grégorien) à Omsk, mort le 30 novembre 1909 (13 décembre dans le calendrier grégorien) à Saint-Pétersbourg) est un poète  symboliste, traducteur  et critique littéraire russe. Il a participé au nouvel âge d'or de la poésie russe jusqu'à être appelé le « Mallarmé russe ».

## Biographie
Orphelin, il est élevé par son frère aîné Nicolas, économiste et journaliste célèbre, époux d'Alexandra Nikititchna Annenskaïa. En 1879, il finit ses études classiques à Pétersbourg et enseigne les langues anciennes et le russe dans des écoles de Kiev (1890-1893). Il revient à Saint-Pétersbourg, et en 1896 il est nommé directeur de lycée à Tsarskoïe Selo,  Il est révoqué pour avoir protégé des élèves mêlés à l'agitation révolutionnaire. Il meurt d'une crise cardiaque à l'âge de 53 ans quelques heures après avoir obtenu sa mise à la retraite.

## Œuvres principales
- Chants à voix basse (1904), publiés sous le pseudonyme Nikto.
- Le Coffret de cyprès (Кипарисовый ларец, 1910)
- Vers posthumes (1923)
- Il a traduit des tragédies d'Euripide, des poésies d'Horace, de Hans Müller, de Heine et de parnassiens et de symbolistes français : Baudelaire, Leconte de Lisle, Verlaine, Sully Prudhomme, Rimbaud, Stéphane Mallarmé, Charles Cros, Tristan Corbière, Maurice Rollin.

### Œuvres traduites en français
- 1993 - Innokenti Annenski, Trèfles et autres poèmes, Coll. Orphée/édition bilingue, Éditions de la Différence  (ISBN 2729109226)

### Traductions
- Les tragédies d'Euripide